# Naturschutzgebiet Winterberger Orketalsystem
Das Naturschutzgebiet Winterberger Orketalsystem ist ein 103,74 ha großes Naturschutzgebiet (NSG) südöstlich von Winterberg, das bis zum Dorf Medelon geht. Das Gebiet wurde 2008 mit dem Landschaftsplan Winterberg durch den Hochsauerlandkreis als (NSG) ausgewiesen. Das NSG umfasst neben den Flusslauf der Orke das Grünland im Orketal. Das NSG besteht aus drei Teilflächen. Es geht im Osten bis an Stadtgrenze von Medebach. Im Stadtgebiet Medebach grenzt direkt das Naturschutzgebiet Orketal an. Im Stadtgebiet von Winterberg grenzen auch die Naturschutzgebiet Unteres Helletal, Naturschutzgebiet Bergwiesen bei Winterberg und Naturschutzgebiet Waldreservat Glindfeld (Winterberg) direkt an. Das NSG gehört zum FFH-Gebiet Waldreservat Glindfeld-Orketal und zum Vogelschutzgebiet Medebacher Bucht.

## Gebietsbeschreibung
Im NSG handelt es sich um den Fluss Orke. Zum NSG gehören auch Grünlandflächen der Aue. Im Gebiet brüten Arten wie Eisvogel und Gebirgsstelze.
Im NSG kaufte die Nordrhein-Westfalen-Stiftung Naturschutz, Heimat- und Kulturpflege ab 2003 Land an, welche von Biologischen Station Hochsauerlandkreis betreut werden.

## Schutzzweck
Das NSG soll den Bach und die Aue mit seinem Arteninventar schützen. Wie bei allen Naturschutzgebieten in Deutschland wurde in der Schutzausweisung darauf hingewiesen, dass das Gebiet „wegen der Seltenheit, besonderen Eigenart und Schönheit des Gebietes“ zum Naturschutzgebiet erklärt wurde.

## Sonstiges

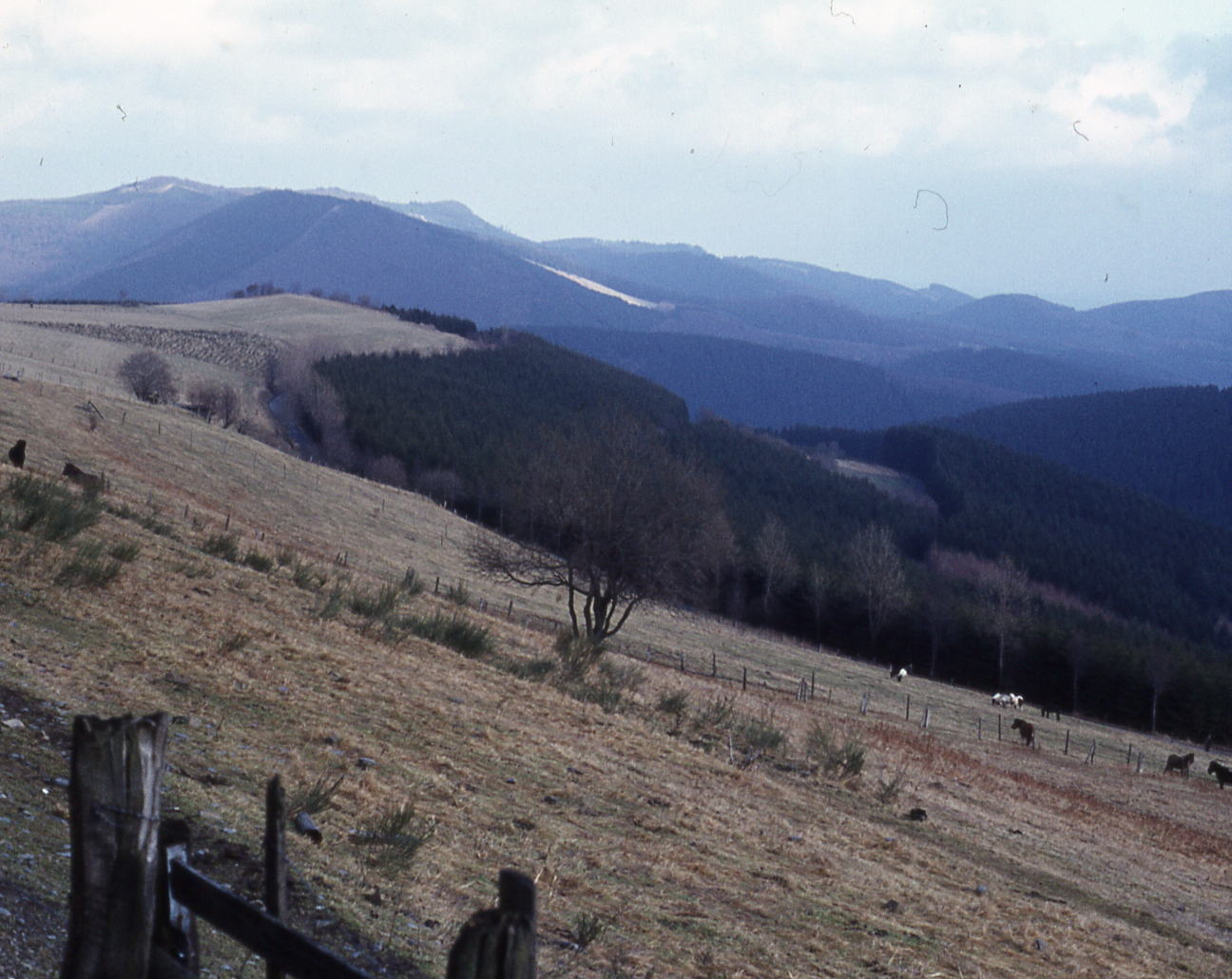
Bereich Schmantel vom NSG; Wald gehört zum LSG Winterberg

Im NSG befindet sich die Wüstung Wernsdorf. Die Grundmauern der Kirche wurden als Bodendenkmal ausgewiesen.